# Otto Peterka
Otto Wilhelm Peterka, auch Petherka (* 23. März 1876 in Prag; † 24. Mai 1945 im Internierungslager Klecany) war ein österreichischer und tschechoslowakischer Rechtshistoriker sowie Kanzler und Hochschullehrer an der Deutschen Universität Prag. Sein Spezialgebiet war die böhmische Rechtsgeschichte. Im Studienjahr 1926/27 war Peterka Rektor der Universität.

## Leben und Wirken
Peterka entstammte einer alteingesessenen Prager Kaufmannsfamilie, deren Stammhaus die „Goldene Sonne“ am Poříč in der Prager Neustadt war. Sein Großvater, Johann Peterka d. J., war k.k. Bezirkshauptmann in Budweis. Otto Peterka war der jüngste der drei Söhne des k.k. Hauptmanns der Infanterie, Karl Peterka. Sein Bruder Karl Peterka jun. wurde später Direktor der Böhmischen Sparkasse; der andere Bruder, Richard, arbeitete als Notar.
Otto Peterka besuchte zunächst die deutsche Volksschule in Königliche Weinberge und danach das deutsche Neustädter Staatsoberrealgymnasium in Prag. Die Matura legte er 1894 mit Auszeichnung ab. Anschließend nahm er ein Jusstudium an der k.k. deutschen Karl-Ferdinands-Universität auf. Am 31. Juli 1898 erhielt er sein Universitäts-Absolutorium. Sowohl die rechtshistorische (1896), judizielle (1898) als auch die staatswissenschaftliche (1899) Staatsprüfung legte er mit Auszeichnung ab. Am 27. Juni 1899 wurde er zum Dr. der Rechts- und Staatswissenschaften promoviert.
Anschließend folgte eine Tätigkeit als Rechtspraktikant beim Oberlandesgericht Prag, danach arbeitete er als Advokaturskonzipient. Die Advokatursprüfung legte er 1903 am Oberlandesgericht Prag ab. Ab 1904 wirkte Peterka in München zusammen mit Eberhard von Künßberg und Robert Bartsch als Mitarbeiter von Karl von Amira auf dem Gebiet nordischen Rechts. Nach seiner Rückkehr nach Prag legte er auf Anregung von Adolf Zycha seinen Arbeitsschwerpunkt auf die böhmische Rechtsgeschichte, die im Gegensatz zur tschechischen Karl-Ferdinands-Universität seinerzeit an der deutschen Universität kaum gelehrt wurde; die abwechselnden Vorlesungen von Max Rintelen und Adolf Zycha erfolgten in den Fächern Österreichische Reichsgeschichte und Deutsche Rechtsgeschichte und deutsches Privatrecht. Am 1. März 1907 habilitierte sich Peterka an der Rechts- und staatswissenschaftlichen Fakultät der deutschen Karl-Ferdinands-Universität.
Mit dem Wintersemester 1907/08 begann Otto Peterka an der deutschen Universität seine Lehrtätigkeit als Privatdozent. Themen seiner Vorlesungen in den ersten Jahren waren Geschichte des öffentlichen Rechtes in Böhmen, Lektüre ausgewählter Texte zur Geschichte des öffentlichen Rechtes in Böhmen und Verfassungsgeschichte Böhmens. Am 29. Juli 1908 wurde er zum Direktor der Universitätskanzlei ernannt. Die Ernennung Peterkas zum außerordentlichen Titularprofessor erfolgte am 3. Juni 1912; pro Semester hielt er jeweils eine Lehrveranstaltung zur deutschen und zur böhmischen Rechtsgeschichte.
Nach dem Zerfall der Monarchie und der Gründung der Tschechoslowakei wurde die deutsche Karl-Ferdinands-Universität 1919 in „Deutsche Universität Prag“ umbenannt. Als neues Pflichtfach löste die Rechtsgeschichte im Gebiete der Tschechoslowakischen Republik die Österreichische Reichsgeschichte ab; am 29. September 1919 wurde Peterka als ordentlicher Professor auf den neuen Lehrstuhl berufen. Zugleich erhielt Peterka eine Lehrverpflichtung für das umbenannte Fach Geschichte des öffentlichen und privaten Rechtes in Mitteleuropa; damit trat er auch die Nachfolge des an die Universität Gießen gewechselten Zycha an. Mit der Berufung auf den Lehrstuhl legte Peterka das Amt des Kanzleidirektors nieder.
Nachdem Guido Kisch 1921 den Ruf auf den Lehrstuhl für mitteleuropäische Rechtsgeschichte nicht angenommen hatte und stattdessen an die Universität Halle gewechselt war, vertrat Peterka auch weiterhin die vakante Professur für mitteleuropäische Rechtsgeschichte und zudem im Sommersemester 1924 auch die für Handelsrecht. Im Wintersemester 1924/25 konnte die Deutsche Universität Prag schließlich Kisch als Gastprofessor gewinnen; er entschied sich jedoch bereits kurz nach seinem Antritt für eine Rückkehr nach Halle nach Ablauf des Semesters. Damit übernahm Peterka wiederum auch die Lehrstuhlvertretung. Im Jahre 1926 wurde Wilhelm Weizsäcker zum außerordentlichen Professor für Tschechoslowakische Rechtsgeschichte ernannt; Peterka wechselte mit Beginn des Sommersemesters 1927 auf den Lehrstuhl für mitteleuropäische Rechtsgeschichte. Des Weiteren vertrat er die öfters vakante Professur für Handelsrecht.
Nach der deutschen Besetzung der „Resttschechei“ erhielt Peterka 1939 durch den Reichsminister für Wissenschaft, Erziehung und Volksbildung Bernhard Rust an der Reichsuniversität Prag einen neuen Lehrauftrag für germanische Rechtsgeschichte sowie Handels- und Wechselrecht. Am 10. Juli 1941 wurde er zum ordentlichen Professor für deutsche Rechtsgeschichte, Verfassungsgeschichte sowie Handels- und Wechselrecht berufen und von der Besatzungsmacht in ein Beamtenverhältnis auf Lebenszeit übernommen. Auch nach Erreichen des Pensionsalters im Jahre 1942 blieb Peterka wegen der personell unzureichenden Besetzung der rechtsgeschichtlichen Fakultät weiterhin im Amt. Unmittelbar nach der Einnahme von Prag durch die Rote Armee wurde Peterka noch am 9. Mai 1945 verhaftet und in das Gefängnis Pankrác verbracht. Von dort erfolgte seine Überführung in das Internierungslager Klecany, wo er am 24. Mai 1945 an Erschöpfung verstarb.
Im Jahre 2007 wurden durch den Volksbund Deutsche Kriegsgräberfürsorge aus einem Massengrab die nicht mehr einzeln zuordenbaren Gebeine von 41 Verstorbenen des Lagers Klecany, darunter höchstwahrscheinlich auch die sterblichen Überreste Otto Peterkas, geborgen und 2008 in der neuen deutschen Kriegsgräberstätte in Cheb beigesetzt.

## Ämter und Mitgliedschaften
Von 1908 bis 1919 war Peterka Kanzleidirektor der deutschen Karl-Ferdinands-Universität. Im Studienjahr 1926/27 übte er das Amt des Rektors aus. 1921/22 und 1927/28 war er Dekan der Rechts- und staatswissenschaftlichen Fakultät. Außerdem war Peterka im Studienjahr 1924/25 Vizepräses der rechtshistorischen Staatsprüfungskommission, später wurde ihm das Amt des Präses übertragen.
Otto Peterka gehörte der judiziellen Staatsprüfungskommission an und war auch Direktor des Rechtswissenschaftlichen Instituts.
Peterka wurde am 20. Dezember 1924 als wirkliches Mitglied in die Deutsche Gesellschaft der Wissenschaften und Künste für die Tschechoslowakische Republik, nach 1939 Deutsche Akademie der Wissenschaften in Prag, aufgenommen. Die Königliche böhmische Gesellschaft der Wissenschaften wählte ihn 1928 zum außerordentlichen Mitglied.

## Familie
Otto Peterka war seit dem 26. April 1909 mit Elisabeth (Elsa), geborene Schram (1883–1942), einer Tochter des böhmischen Großindustriellen Adolf Schram verheiratet. 1912 wurde der gemeinsame Sohn Adolf geboren.

## Publikationen (Auswahl)
- Das Wasserrecht der Weistümer. Prag 1905
- Das Burggrafentum in Böhmen. Eine rechtsgeschichtliche Untersuchung. Prag 1906
- Das Gewerberecht Böhmens im XIV. Jahrhundert. Wien und Leipzig 1909
- Das offene zum Scheine Handeln im deutschen Rechte des Mittelalters. (Deutschrechtliche Beiträge IV, 1). Heidelberg 1911
- Die bürgerlichen Braugerechtigkeiten in Böhmen. Eine rechtsgeschichtliche Untersuchung. Prag 1917
- Krieg und bürgerliche Rechtsentwicklung. Prag 1918
- Rechtsgeschichte der böhmischen Länder. In ihren Grundzügen dargestellt. 2 Bde. Reichenberg 1923 (1933), Digitalisat
- Die Germania des Tacitus und die rechtsgeschichtliche Forschung. Oslo 1928 und Prag 1929
- Die Prager Beratungen einer ersten Wechselordnung. (Abhandlungen der Deutschen Akademie der Wissenschaften in Prag. Phil.-Hist. Klasse 5). Reichenberg 1943
- mit Wilhelm Weizsäcker: Beiträge zur Rechtsgeschichte von Leitmeritz, Prag 1944
- Die deutschen Rechtssprichwörter als Erkenntnismittel volkstümlicher Rechtsanschauung. Ein am 26. Jänner 1944 in der Karlsbader Verwaltungsakademie gehaltener Vortrag. (Feldpostbriefe für Studenten der Rechts-, Staats- und Wirtschaftswissenschaften Nr. 21 b)